# Brigitte Sossou Perenyi
Brigitte Sossou Perenyi   (Togo, 1990) és una productora de documentals ghanesa. Va viure en condicions d'esclavitud després de ser segrestada als 7 anys a un santuari de Ghana on esdevindria trokosi, o dona dels déus, una pràctica secular que envia dones joves a treballs forçats per redimir els pecats dels seus familiars.
Quan només tenia 7 anys, Brigitte va ser segrestada i portada en un santuari de Ghana per pagar pel delicte d'adulteri que havia comès el seu tiet, segons la tradició trokosi. Aquesta pràctica havia sobreviscut durant més de 300 anys i va ser finalment il·legalitzada a Ghana l'any 1998, malgrat que es va seguir fent i cap sacerdot no va ser mai jutjat. L'any en què Brigitte va entrar al santuari, hi havia al país unes 5.000 dones i nenes trokosi.
L'any 1997, el programa estatunidenc 60 Minutes de la cadena CBS va mostrar al món les condicions en què vivia Brigitte. Amb l'ajuda de l'ONG International Needs, Kenneth Perenyi va decidir anar a Ghana amb l'objectiu d'alliberar-la. La va poder adoptar als Estats Units, on va passar els següents 13 anys. Uns 20 anys després de ser alliberada, Brigitte va tornar a Togo per conèixer la seva família biològica. En aquest viatge, va documentar la seva història amb la BBC, amb l'objectiu de denunciar la pràctica trokosi.
L'any 2018 va ser afegida en la llista 100 Women BBC, que aplega les 100 dones més influents de l'any.